# Josef Kranz
Josef Kranz (28. února 1901 Brno – 30. května 1968 Znojmo) byl český funkcionalistický architekt a malíř.

## Život
V letech 1919–1926 studoval architekturu a pozemní stavitelství na České vysoké škole technické v Brně u Emila Králíka a Adolfa Liebschera ml.. Během svého studia v letech 1924–1925 prováděl praxi v ateliéru architekta Jaroslava Stockar-Bernkopfa v Brně, roku 1926 praxe v ateliéru architekta Jiřího Krohy. Dále získával v letech 1928–1929 praxi v ateliéru architekta Bohuslava Fuchse, s nímž spolupracoval na projektech hotelu Avion a Masarykova studentského domova v Brně. Od roku 1929 do roku 1949 byl zaměstnán jako projektant na Ředitelství pošt v Brně, kde mimo jiné vytvořil původní studie Nádražní pošty v Brně, realizované v letech 1937–40 Bohuslavem Fuchsem. Od roku 1945 až 1968 byl zaměstnán u Stavoprojektu v Brně.
Mezi jeho samostatné nejvýznamnější realizace patří funkcionalistické stavby kavárna Era a kino Avia z roku 1929. Jeho architektonickou tvorbu ovlivňovalo brněnské avantgardní sdružení Devětsil (zejména dílo malíře Josefa Šímy) a nizozemské neoplaticistické De Stijl (především dílem Pieta Mondriana).

## Stavby a realizace

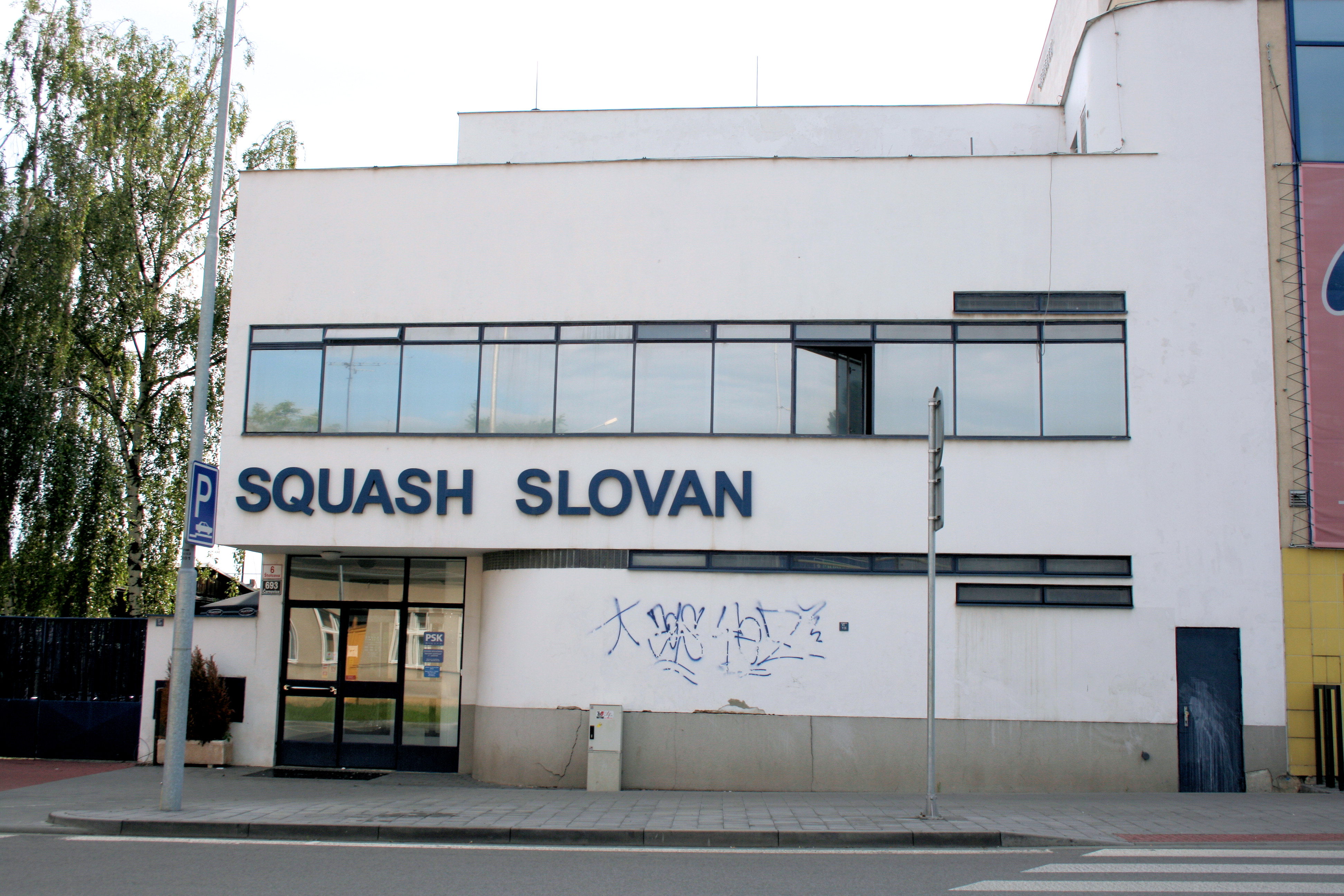
Někdejší kino Avia (stav r. 2010)

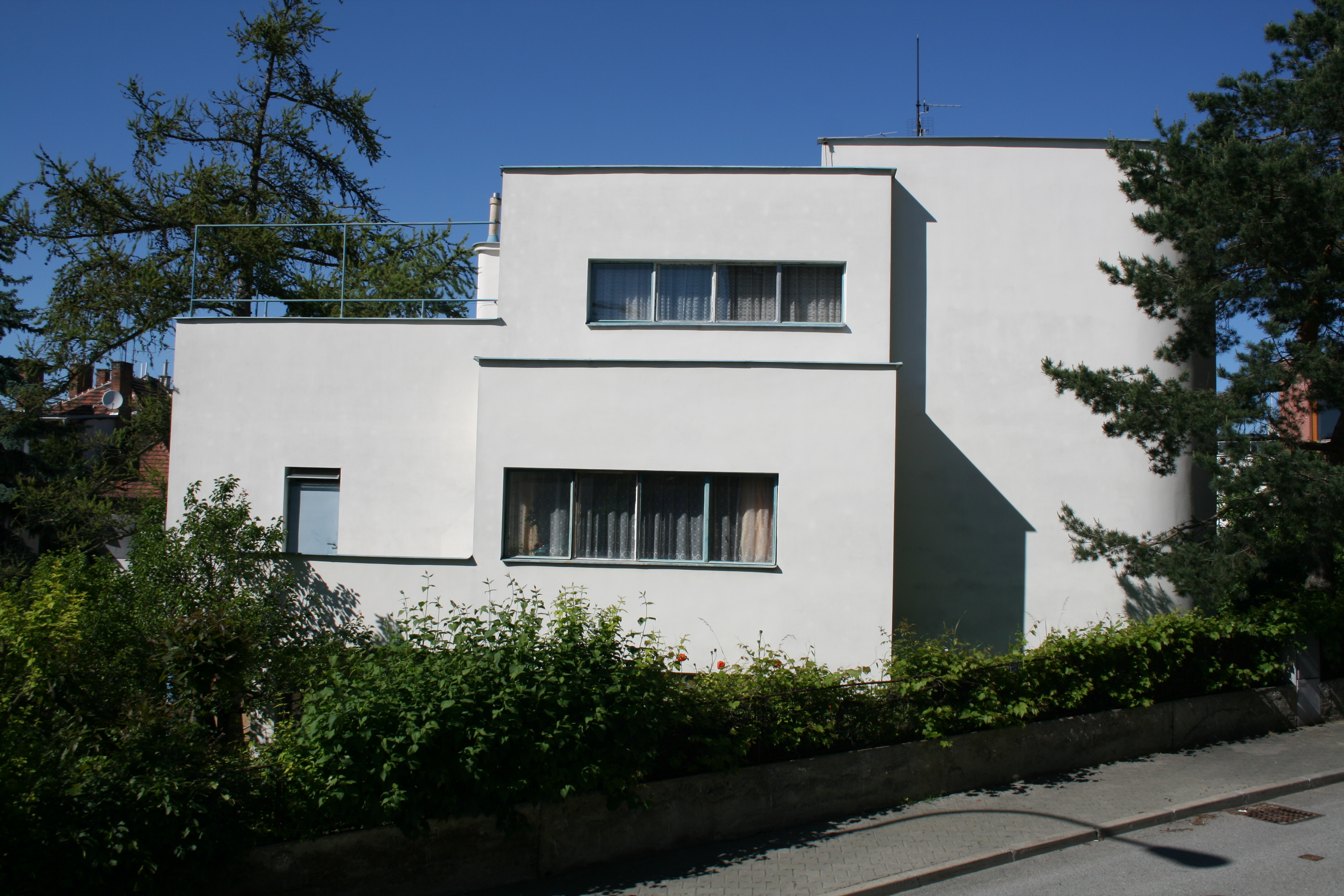
Slavíkova vila (stav r. 2010)

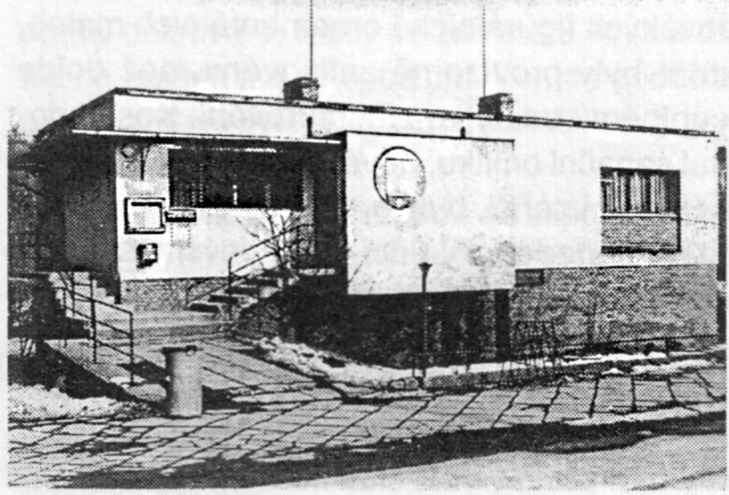
Pošta Rájec nad Svitavou

- 1928–1929 – Kavárna Era, Brno, Zemědělská 30
- 1927–1929 – Kino Avia, Brno, Štolcova 6
- 1930–1932 – Slavíkova vila, Brno, Tůmova 15
- 1933–1935 – Kranzův rodinný dům, Brno, Alešova 24
- 1934–1935 – rodinný dům, Brno, Pflegrova 50
- 1935–1936 – činžovní vila manželů Míčkových, Brno, Zeleného 5a
- 1936–1938 – poštovní úřad, Rájec nad Svitavou
- 1945–1960 – telekomunikační blok, Brno, Jana Babáka 11, Královo Pole